# Torrecuadrada de Molina
Torrecuadrada de Molina – gmina w Hiszpanii, w prowincji Guadalajara, w Kastylii-La Mancha, o powierzchni 35,8 km². W 2011 roku gmina liczyła 24 mieszkańców.